# Црвањ
Црвањ је планина у североисточној Херцеговини, Република Српска, БиХ. На северу је омеђена Неретвом, са југа и југозапада Невесињским пољем, а са истока пространом висоравни Морине.
Грађена је претежно од тријаских и јурских кречњачких стена са развијеним крашким облицима. Највиши врхови су Зимомор 1.920 m, Превија 1.856 m, Велики Градац 1.850 m и Леденица 1.827 m. Слабо развијену речну мрежу чине Живањски поток (притока Неретве) и поток Језерница (отока Улошког језера и притока Неретве).
Северни и североисточни део планине је шумовит (храст, бор), а остатак је под пашњацима. На планини се углавном налазе привремена пастирска насеља.